# 스즈키 고지
스즈키 고지(일본어: 鈴木光司, 1957년 5월 13일 ~ )는 일본의 작가, 소설가, 수필가이다. 시즈오카현 하마마쓰시 출신으로, 대표작으로 《링》, 《어두컴컴한 물밑에서》 등이 있다.